# The Fantastic Four (film, 1994)
A The Fantastic Four eredetileg 1994-ben bemutatásra szánt amerikai-német szuperhősfilm, amit Oley Rassone rendezett, az azonos nevű Marvel Comics-szuperhőscsapat alapján. 
A főbbszerepekben Alex Hyde-White, Jay Underwood, Rebecca Staab, Michael Bailey Smith, Carl Clarfalio és Joseph Culp látható. A forgatókönyvet Craig J. Newus és Kevin Rock írta. A film, habár hivatalosan nem jelent meg soha, kalózfelvételek képében elérhető YouTube-on és Dailymotionön.

## Cselekmény
Reed Richards és Victor Von Doom főiskolai barátok, akik egy Colossus nevű elhaladó üstökös adta lehetőséget kihasználva kísérletet tesznek. A kísérlet szörnyen balul sül el, és Victor halottnak hiszi magát. Susan és Johnny Storm két gyerek, akik az anyjukkal élnek, aki egy panzió tulajdonosa, ahol Reed is lakik. Ben Grimm a család barátja és Reed főiskolai cimborája. Tíz évvel később Reed, Susan, Johnny és Ben részt vesznek egy küldetésen Reed kísérleti űrhajójával, amikor ugyanaz az üstökös halad el a Föld mellett. Tudtukon kívül egy kulcsfontosságú gyémántelemet, amely az üstökös kozmikus sugárzásától hivatott megvédeni őket, az Jewelry nevű bűnöző kicserélte egy utánzatra, így a sugárzásnak kitéve őket.
Miután kényszerleszállást hajtanak végre a Földön, felfedezik, hogy a kozmikus sugárzás különleges képességekkel ruházta fel őket: Reed testfelépítése rugalmas lett, Susan láthatatlanná tud válni, Johnny igény szerint tüzet tud generálni, Ben pedig egy kőszerű bőrű lénnyé változott. Később tengerészgyalogosnak álcázott emberek elfogják őket, és Victorhoz viszik, aki a gonosz uralkodóvá változott Dr. Doom. Megszöknek, és a Baxter épületben találkoznak, ahol megpróbálják eldönteni, hogyan tovább a szuperképességeikkel. A dühös Ben otthagyja őket, hogy saját útjára induljon, mert úgy érzi, szörnyszülött lett belőle. Hajléktalanok találnak rá, és csatlakozik hozzájuk a Jewelry rejtekhelyén. A Jewelry elraboltatja a csatlósaival a vak művésznőt, Alicia Masters-t, akit arra akar kényszeríteni, hogy a menyasszonya legyen, és az ellopott gyémántot nászajándékként akarja felhasználni. Doom, akinek saját tervei vannak a gyémánttal, elküldi a csatlósait a Jewelryhez, hogy alkut kössenek érte, de eredménytelenül. Doom maga ragadja meg a gyémántot, és lövöldözés tör ki az ő és Jewelry emberei között. Amikor Ben belép a harcba, Doom túszul ejti Aliciát. Amikor Ben megfenyegeti Doomot, hogy "lecsapja", Alicia könyörög neki, hogy ne kockáztasson, és szerelmet vall neki. A vallomása visszaváltoztatja Bent emberi alakra, és a férfi a város utcáira menekül. Tehetetlensége miatt frusztráltan visszaváltozik a Lénnyé.
Amikor Ben visszatér a barátaihoz, Reed megtudja, hogy Doom valójában Victor. Doom kapcsolatba lép velük, és megfenyegeti őket, hogy a gyémántot egy lézerágyú működtetésére használja, amely elpusztítja New Yorkot, ha nem adják meg magukat neki. Rájönnek, hogy csak ők állíthatják meg, ezért jelmezt öltenek, és Doom kastélyába utaznak, ahol szembekerülnek katonai erőinek hullámaival. Miközben Reed harcol vele, Doomnak sikerül elsütnie a lézert, de leesik egy erkélyfalról. A falba kapaszkodva Reed megpróbálja megmenteni, de Doom kesztyűje elszabadul, és a lenti ködbe zuhan. A kesztyűje (még mindig az erkélyen) magától mozogni kezd. Eközben Johnny Fáklyává változott, és elrepül, hogy elfogja a lézer lövését, elterülve a városból az űrbe. Ben kiszabadítja Aliciát, és végre bemutatkozik. Érzi a férfi arcának sziklás felszínét, de nem zavarja a megváltozott megjelenés. A Fantasztikus Négyes a gonosz elleni küzdelemnek szenteli magát, Reed és Susan pedig összeházasodnak.

## Szereplők
| Szereplők                     | Színész                              |
| ----------------------------- | ------------------------------------ |
| Reed Richards / Mr. Fantastic | Alex Hyde-White                      |
| Susan Storm / Láthatatlan     | Rebecca Staab                        |
| Susan Storm / Láthatatlan     | Mercedes McNab (fiatalon)            |
| Johnny Storm / Fáklya         | Jay Underwood                        |
| Johnny Storm / Fáklya         | Philip Van Dyke (fiatalon)           |
| Ben Grimm / Lény              | Michael Bailey Smith (Ben Grimmként) |
| Ben Grimm / Lény              | Carl Clarfalio (Lényként)            |
| Victor Von Doom / Dr. Doom    | Joseph Culp                          |
| Alicia Masters                | Kat Green                            |
| Jewelry                       | Ian Trigger                          |
| Professzor                    | George Gaynes                        |
| Mrs. Storm                    | Annie Gagen                          |

## A film készítése
1983-ban Bernd Eichinger német producer találkozott Stan Lee-vel, a Marvel Comics munkatársával Los Angelesben, hogy megvizsgálják, hogyan lehetne opciót szerezni egy, a Fantasztikus Négyes alapján készülő filmre. 1983-ban az opció csak három évvel később vált elérhetővé, amikor Eichinger produkciós cége, a Constantin Film megszerezte azt egy, a producer által "nem óriási" árnak nevezett összegért, amelyet 250 000 dollárra becsültek. A Warner Bros. Pictures és a Columbia Pictures némi érdeklődése ellenére a költségvetési aggályok megakadályozták a gyártást, és mivel az opció 1992. december 31-én lejárt volna, a Constantin hosszabbítást kért a Marveltől. Mivel erre nem érkezett válasz, Eichinger úgy tervezte, hogy egy alacsony költségvetésű Fantasztikus Négyes-film elkészítésével megtartja az opciót. 1992 szeptemberében összeállt a B-filmek specialistájával, Roger Cormannal, aki beleegyezett, hogy 1 millió dolláros költségvetéssel elkészíti a filmet, amelyet az ő forgalmazó cége, a New Horizons Pictures ad ki.
A gyártás 1992. december 28-án kezdődött, Oley Sassone kliprendező irányításával, és 21 napig vagy 25 napig tartott. A filmet a Concorde Pictures hangszínpadán forgatták Venicében, valamint Agourában egy űrhajó-zuhanásos jelenethez, a Loyola Marymount Egyetem campusán egy labor-robbanásos jelenethez, és a Los Angeles belvárosában található egykori Pacific Stock Exchange épületében.